# Akihiko
Akihiko ist ein männlicher japanischer Vorname.

## Bekannte Namensträger
- Akihiko Hirata (1927–1984), japanischer Schauspieler
- Akihiko Hoshide (* 1968), japanischer Astronaut
- Akihiko Nakamura (* 1990), japanischer Leichtathlet
- Akihiko Okamura (1929–1985), japanischer Pressefotograf